# Afrodita
Afrodita (în greacă veche Ἀφροδίτη) este în mitologia greacă zeița frumuseții și a iubirii. În mitologia romană îi corespunde zeița Venus.
Simbolurile majore ale Afroditei includ mirtul, trandafirul, porumbelul, vrabia și lebăda. Cultul Afroditei  provine din  religia canaanită antică , dedicat zeiței feniciene Astarte,  înrudită  cu zeița asiro-babiloniană  Ishtar, al cărui cult s-a bazat pe  cultul sumerian dedicat zeiței Inanna. Principalele centre de cult ale Afroditei erau  Cythera, Cipru, Corint și Atena. Festivalul ei principal a fost Afrodisia, care era sărbătorit anual în mijlocul verii. În Laconia, Afrodita a fost venerată ca o zeiță războinică. Ea a fost, de asemenea, zeița protectoare a prostituției în Grecia antică, o asociație care i-a determinat pe erudiții timpurii să propună conceptul de „prostituție sacră” în cultura greco-romană.
În Teogonia lui Hesiod, Afrodita se naște în largul coastei Cythera din spuma mării produsă de  testiculele lui Uranus, pe care fiul său Cronos le-a tăiat și aruncat în mare. Cu toate acestea, în Iliada lui Homer, ea este fiica lui Zeus și a lui Dione. Platon, în  simpozionul său, afirmă că aceste două origini aparțin de fapt unor entități separate: Afrodita Urania și Afrodita Pandemos . Afrodita avea multe alte epitete, fiecare subliniind un aspect diferit al aceleiași zeițe, folosit de un cult local diferit. Astfel, era cunoscută și sub numele de „Cytherea” („Doamna Cythera”) și „Cypris” („Doamna Ciprului”), deoarece ambele locații pretindeau a fi locul ei naștere.
În  mitologia greacă , Afrodita era căsătorită cu Hefaistos, zeul focului, al fierarilor și al prelucrării metalelor. Afrodita îi era deseori necredincioasǎ și avea mulți iubiți; în  Odiseea, ea este prinsă în actul adulterului cu Ares, zeul războiului. În Primul imn homeric către Afrodita, ea îl seduce pe păstorul muritor Anchise. Afrodita a fost, de asemenea, mama surogat și iubita păstorului muritor Adonis, care a fost ucis de un mistreț. Alături de Atena și Hera, Afrodita a fost una dintre cele trei zeițe a căror rivalitate a dus la începutul  Războiului troian și ea joacă un rol major pe tot parcursul Iliadei. Afrodita a fost prezentată în   Arta occidentală ca simbol al frumuseții feminine și a apărut în numeroase lucrări din literatura occidentală. Ea este o zeitate majoră în Religiile neopăgâne, inclusiv în Biserica Afroditei, Wicca și Elenismos.

## Etimologie

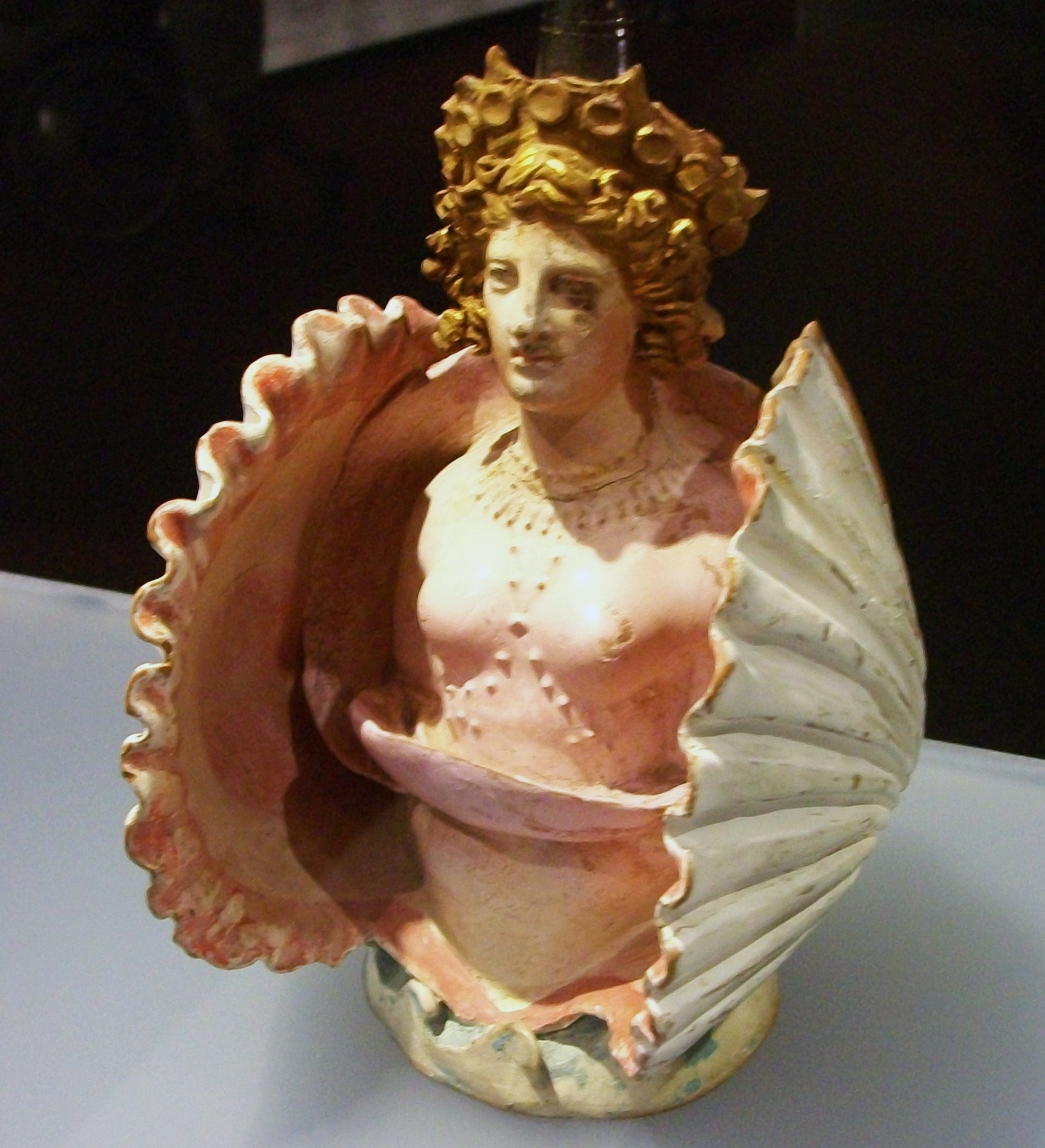
Vas de ceramică din secolul al IV-lea î.Hr. cu Afrodita încapsulată într-o scoică.
(Fanagoria, Peninsula Taman)</br>

Hesiod derivă Afrodita de la ἀφρός (afrós, „spumă de mare”), interpretând numele ca fiind „înălțat din spumă”, dar cercetătorii moderni consideră acest lucru ca o etimologie populară falsă. Cercetătorii moderni ai mitologiei clasice au încercat să susțină că numele Afroditei era de origine greacă sau indo-europeană, dar aceste eforturi au fost acum în cea mai mare parte abandonate. Numele Afroditei este în general acceptat a fi de origine non-greacă, probabil semită, dar derivarea exactă a acesteia nu poate fi determinată.
Savanții de la sfârșitul secolului al XIX-lea și începutul secolului al XX-lea, acceptând etimologia „spumei” lui Hesiod ca fiind autentică, au analizat a doua parte a numelui Afroditei, traducând-o ca   „ - odítē „ rătăcitoarea ”  sau  *  - dítē  „strălucitoare”.
Mai recent, Michael Janda, acceptând  etimologia lui Hesiod, a susținut autenticitatea numelui Afroditei după povestea  nașterii din spumă. În mod similar, Krzysztof Tomasz Witczak propune un compus indo-european pentru "Afrodi" :   * abʰor-  "foarte" și   * dʰei-  "strălucească", referindu-se și la Eos, iar Daniel Kölligan  i-a interpretat numele ca „strălucind din ceață / spumă”. Alți cercetători au susținut că aceste ipoteze sunt improbabile, deoarece atributele Afroditei sunt complet diferite de cele ale lui Eos.
De asemenea, au fost sugerate o serie de etimologii improbabile non-grecești. O etimologie semitică o compară pe Afrodita cu „barīrītu” din mitologia asiriană, numele unui demon feminin care apare în textele babiloniene mijlocii și târzii.

## Caracterizare

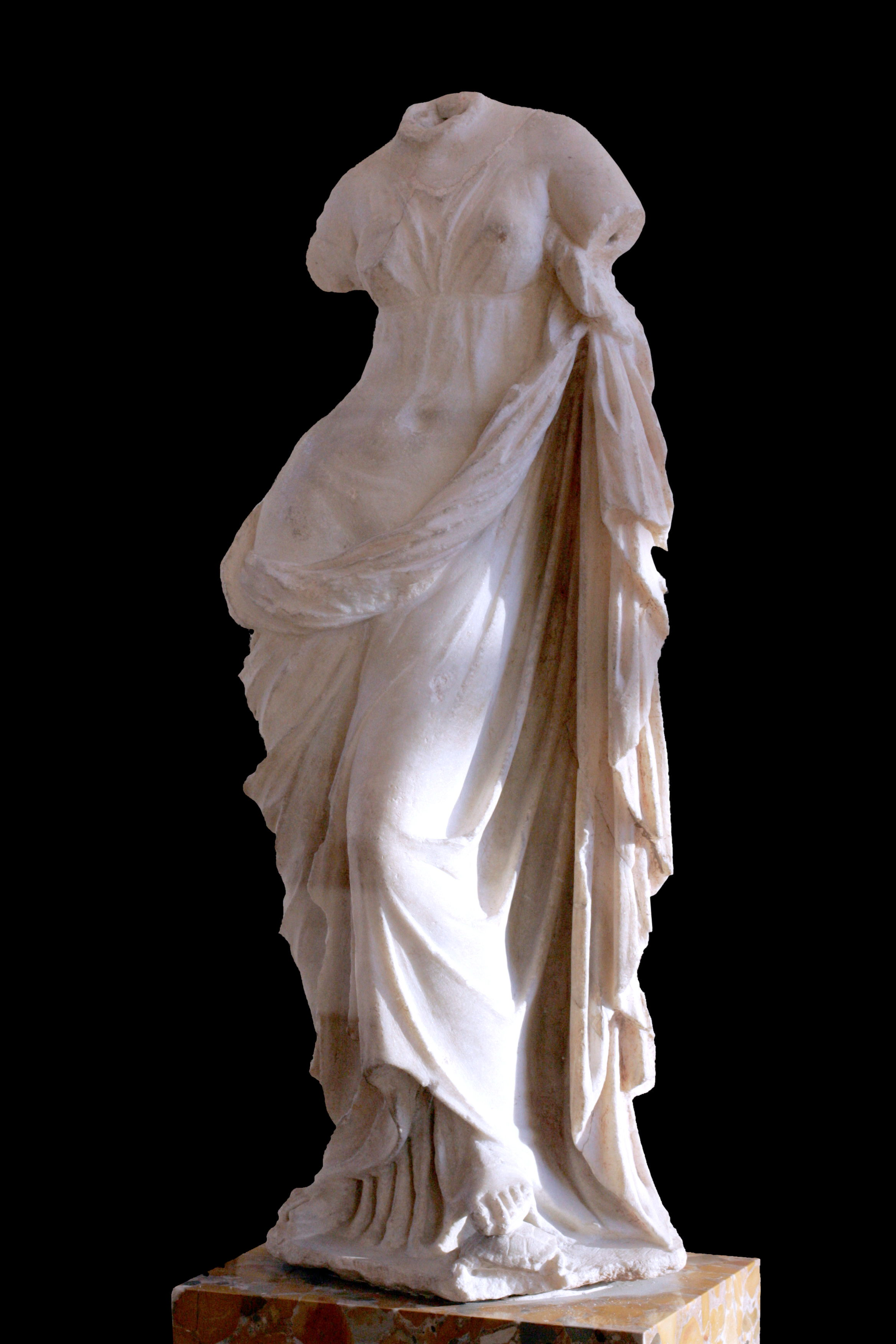
Afrodita Urania, îmbrăcată și cu piciorul odihnit pe o țestoasă
(Muzeul Luvru)</br>

### Epitete
- Cypria, Cypris, Cyprigeneia, pentru că Afrodita s-a ridicat din spuma mării la malul insulei Cipru;

- Pandemos - „cea a tuturor”;

- Urania - „cea divină”;

- Philommeidḗs (φιλομμειδής) - „iubitoarea râsului”;

### Atribute
Dintre zburătoare, cel mai proeminent simbol al Afroditei este porumbelul, pasăre conectată și cu simbolistica zeiței mesopotamiene Iștar/Inanna. Pe vasele din Grecia Antică, Afrodita este des reprezentată înconjurată de porumbei, iar sculpturi din marmură cu aceștia au fost descoperite și în Templul Afroditei din Dafni. Un alt simbol important al zeiței sunt vrăbiile, carul fiicei lui Uranus fiind tras de un stol de ciripitoare în poemul lui Sappho, „Oda către Afrodita”. 
Printre vietățile caracteristice se mai numără rața, gâsca, lebăda, melcii de mare cu cochilie și scoicile. Dintre flori, cele mai sacre Afroditei erau mirtul și trandafirul. Obiectul vestimentar simbol al zeiței este vălul, purtat peste cap (vezi Cei Doisprezece Olimpieni).

## Legenda
Potrivit legendei, s-a născut în Cipru. „Stâncile Afroditei” se găsesc pe țărmul sudic al insulei, pe locul unde - potrivit mitologiei grecești - a căzut în apa mării înspumate organul genital al zeului Uranus, amputat de fiul său, Cronos. Aici s-ar fi născut, din valurile mării învolburate, zeița dragostei Afrodita / Venus. Legenda constituie tema mai multor tablouri pictate de artiști renumiți.
Deși zeiță a frumuseții, Afrodita este căsătorită cu zeul șchiop, hidosul Hefaistos, care era și fierarul zeilor. În privința nașterii ei există două variante: prima ar fi că este fiica lui Zeus și a Dionei, cealaltă spune că s-a născut din spuma mării. Cu toate că este căsătorită cu Hefaistos, a fost iubită de zeii Ares, zeul războiului, Dionysos,  Hermes și Poseidon, precum și de muritorii  Anchises și Adonis.
A avut mai mulți copii: cu zeul Hermes pe Eros, cu Ares pe Anteros și pe Harmonia, cu muritorul Anchises pe Aeneas (personajul principal din epopeea virgiliană Eneida) etc.
În legătură cu farmecul și puterea Afroditei circulau numeroase legende: un episod cunoscut este infidelitatea ei față de Hefaistos care, descoperind prin surprindere legătura ei cu Ares, a chemat toți zeii Olimpului drept martori.
Un alt episod celebru este judecata lui Paris: Zeus a poruncit ca mărul de aur aruncat de Eris, zeița vrajbei, și revendicat în egală măsură de Hera, Atena și Afrodita, să fie acordat de un muritor, Paris, celei pe care o va socoti el mai frumoasă. Cele trei zeițe s-au înfățișat înaintea lui Paris pe muntele Ida și au început să-și laude farmecele, promițându-i fiecare câte un dar. Cucerit de frumusețea Afroditei și de darul făgăduit de ea - acela de a o lua de soție pe cea mai frumoasă muritoare, pe Elena, fiica regelui Spartei și soția lui Menelau - Paris i-a dat ei mărul.
Alegerea Afroditei și răpirea Elenei au constituit originea războiului troian. În cursul acestui război, în care rivalele ei, Hera și Atena, au sprijinit tabăra adversă, Afrodita i-a ajutat în mod constant pe troieni, în special pe Paris și pe Aeneas. Ea a fost rănită în luptă de către grecul Diomede. Dacă nu a putut împiedica moartea lui Paris și distrugerea Troiei, în schimb, salvarea lui Aeneas se datorează Afroditei, care l-a ajutat să ajungă pe țărmurile Italiei. Tot datorită acestui fapt, zeița era socotită, sub numele de Venus, drept divinitate protectoare a Romei.

## Consorți și copii
| Consort  | Copil                                          | Consort   | Copil          |
| -------- | ---------------------------------------------- | --------- | -------------- |
| Anchises | Aeneas                                         | Hefaistos |                |
| Anchises | Lyrus/Lyrnus                                   | Hermes    | Hermaphroditus |
| Ares     | Phobos                                         | Hermes    | Priapus        |
| Ares     | Deimos                                         | Poseidon  | Rhodos         |
| Ares     | Harmonia                                       | Adonis    | Beroe          |
| Ares     | Erotes 1. Eros 2. Anteros 3. Himeros 4. Pothos | Adonis    | Golgos         |
| Ares     | Erotes 1. Eros 2. Anteros 3. Himeros 4. Pothos | Adonis    | Priapus        |
| Ares     | Erotes 1. Eros 2. Anteros 3. Himeros 4. Pothos | Butes     | Eryx           |
| Ares     | Erotes 1. Eros 2. Anteros 3. Himeros 4. Pothos | Butes     | Meligounis     |
| Dionis   | Hymenaios                                      | Butes     |                |
| Dionis   | Iacchus                                        | Phaethon  | Astynous       |
| Dionis   | Priapus                                        |           | Peitho         |
| Dionis   | Grațiile 1. Aglaea 2. Euphrosyne 3. Thalia     |           | Peitho         |

## Cultul Afroditei

Stâncile Afroditei (Cipru)

Principalul festival al Afroditei, Afrodisia, era sărbătorit în toată Grecia, dar mai ales în Atena și Corint. În Atena, Afrodisia era sărbătorită în a patra zi a lunii Hekatombaion, în onoarea rolului Afroditei în unificarea Atticii. În timpul acestui festival, preoții Afroditei purificau templul Afroditei Pandemos de pe versantul sud-vestic al Acropolei cu sângele unui porumbel sacrificat. Apoi, altarele erau unse, iar statuile de cult ale Afroditei Pandemos și Peitho erau escortate într-o procesiune maiestuoasă până la un loc unde erau îmbăiate ritualic. Afrodita era onorată și în Atena în cadrul festivalului Arrhephoria. A patra zi a fiecărei luni era sacră Afroditei.
Afrodita avea sanctuare celebre la Paphos, Cnidos, Delos, Sicyon, etc.. Cultul ei era celebrat în întreaga lume helenică, cu precădere în insulele Cipru și Cythera. În general, cultele zeilor mitologiei grecești sunt vechi și adevărata lor întindere și popularitate este greu de determinat la acest moment. Ce rămâne se bazează pe mărturiile celor care trăiră atunci, printre care geografi și călători precum Strabon și Pausanias, și descoperiri arheologice.

## În cultură

### Evul Mediu
Creștinii timpurii au adaptat frecvent iconografia păgână pentru a se potrivi scopurilor creștine. În Evul Mediu timpuriu, creștinii au adaptat elemente din iconografia Afroditei/Venus și le-au aplicat Evei și prostituatelor, dar și sfintelor, și chiar Fecioarei Maria. 
Creștinii din Orient au reinterpretat povestea nașterii Afroditei ca metaforă pentru botez. Pe parcursul Evului Mediu, satele și comunitățile din Europa au păstrat legende și tradiții populare despre Afrodita/Venus, iar călătorii au raportat o mare varietate de povești. Numeroase mozaicuri romane cu Venus au supraviețuit în Marea Britanie, păstrând memoria trecutului păgân.
În Africa de Nord, la sfârșitul secolului al V-lea d.Hr., Fulgentius de Ruspe a întâlnit mozaicuri cu Afrodita și a reinterpretat-o ca simbol al păcatului poftei sexuale, argumentând că era prezentată goală pentru că „păcatul poftei nu este niciodată acoperit” și că era adesea prezentată „înotând” pentru că „toată pofta suferă scufundarea aventurilor sale”.

### Literatură
Afrodita apare în colecția de povestiri a lui Richard Garnett, The Twilight of the Gods and Other Tales (1888), în care templele zeilor au fost distruse de creștini. Poveștile care gravitează în jurul sculpturilor Afroditei erau frecvente la sfârșitul secolului al XIX-lea și începutul secolului al XX-lea. Exemple de astfel de opere literare includ romanul The Tinted Venus: A Farcical Romance (1885) de Thomas Anstey Guthrie și nuvela The Venus of Ille (1887) de Prosper Mérimée, ambele despre statui ale Afroditei care prind viață. Un alt exemplu demn de menționat este Aphrodite in Aulis a scriitorului anglo-irlandez George Moore, care se învârte în jurul unei familii din Grecia Antică care se mută în Aulis. Scriitorul francez Pierre Louÿs și-a intitulat romanul său istoric erotic Aphrodite: mœurs antiques (1896) după numele zeiței grecești. Romanul s-a bucurat de un succes comercial pe scară largă, dar a scandalizat publicul francez datorită senzualității sale și a portretizării decadente a societății grecești.
La începutul secolului al XX-lea, poveștile despre Afrodita au fost folosite de poete feministe, precum Amy Lowell și Alicia Ostriker. Multe dintre aceste poezii se refereau la nașterea legendară a Afroditei din spuma mării. Alte scriitoare feministe, printre care Claude Cahun, Thit Jensen și Anaïs Nin au folosit, de asemenea, mitul Afroditei în scrierile lor. Încă de la publicarea cărții Afrodita a lui Isabel Allende, în 1998, numele zeiței a fost folosit ca titlu pentru zeci de cărți care tratează toate subiectele legate, chiar și superficial, de domeniul ei. Frecvent, aceste cărți nici măcar nu o menționează pe Afrodita, sau o menționează doar pe scurt, dar folosesc numele ei ca o tactică de vânzare.

## Galerie

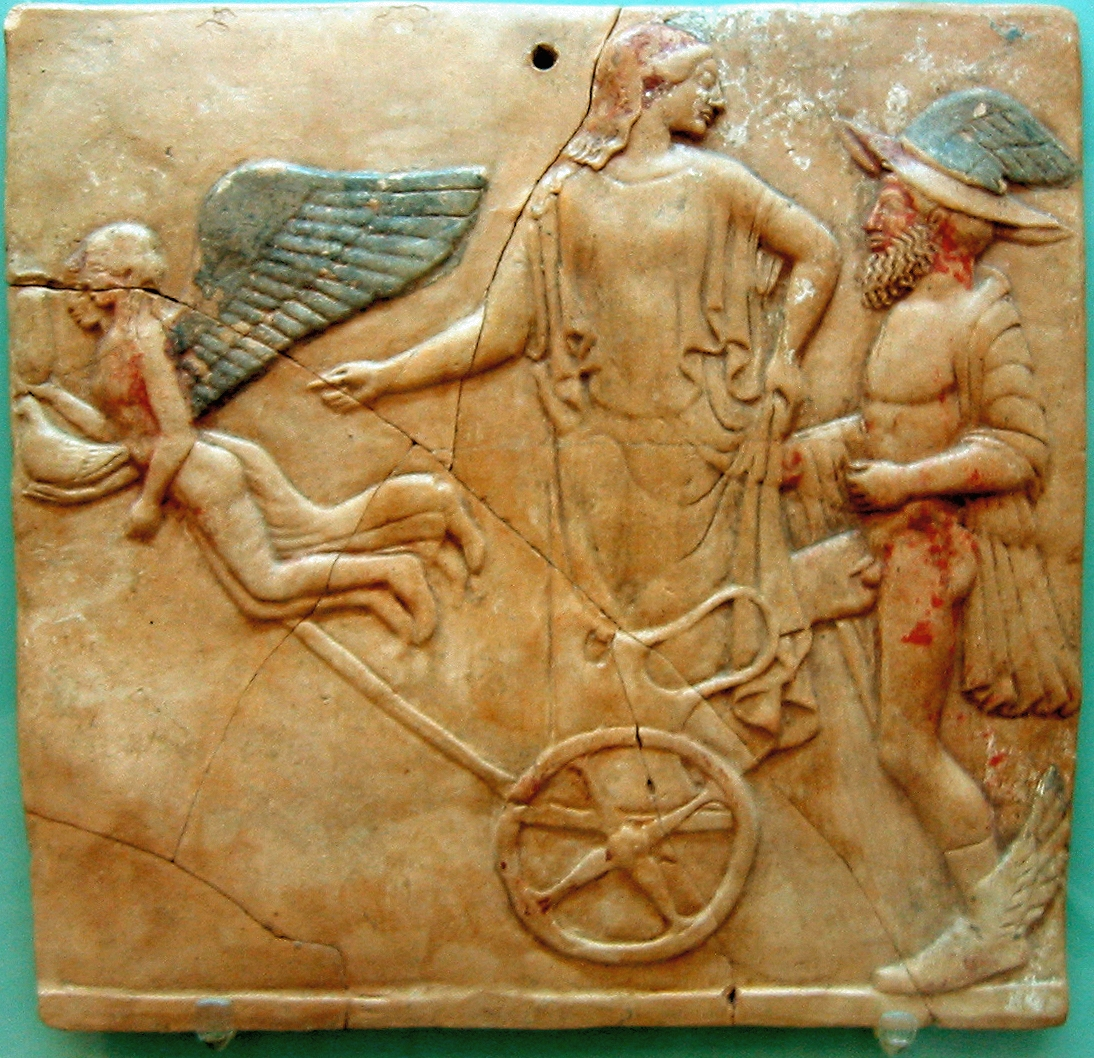
Relief din Locri cu Eros, Afrodita și Hermes
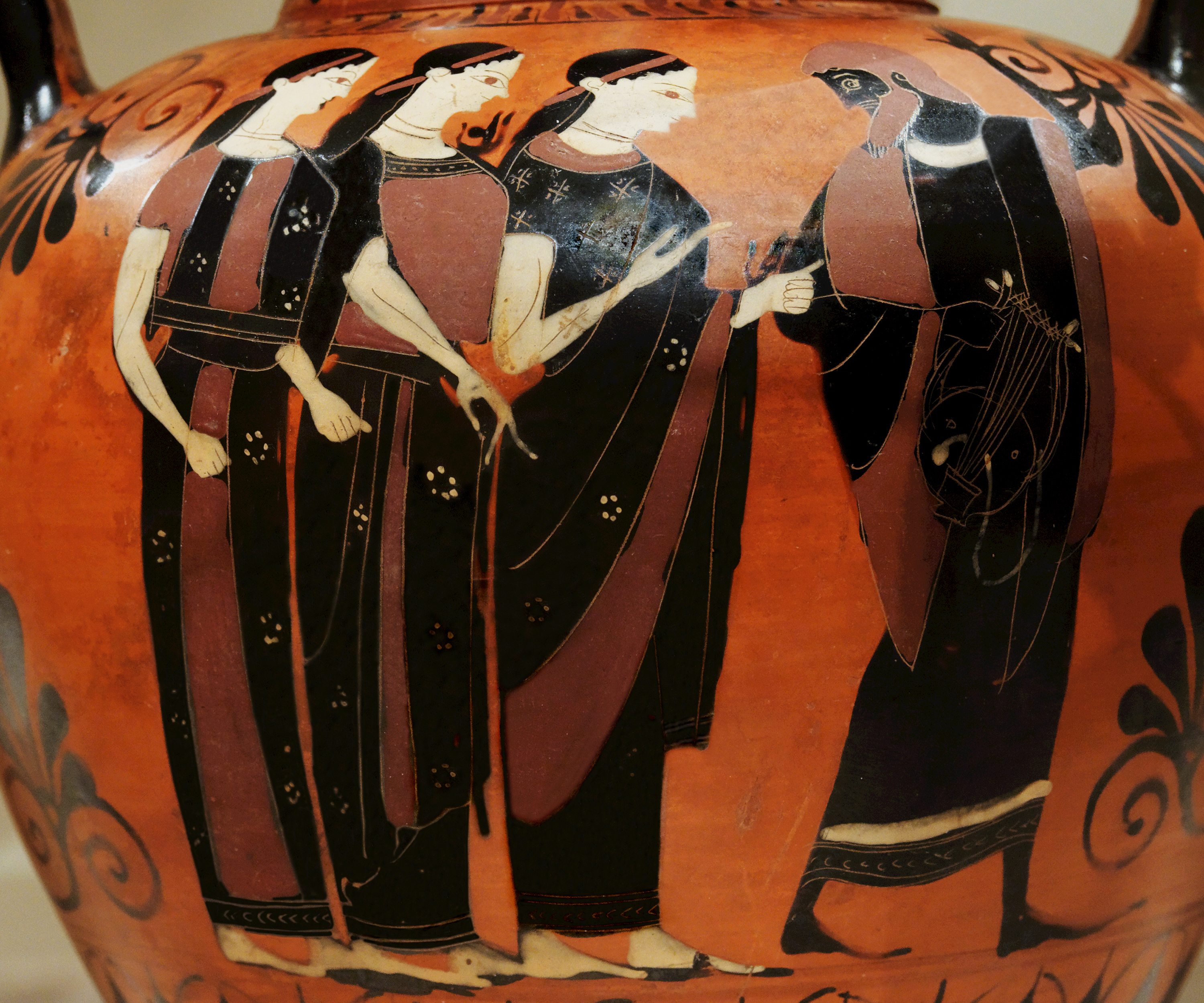
Judecata lui Paris, amforă din 540-530 î.Hr.
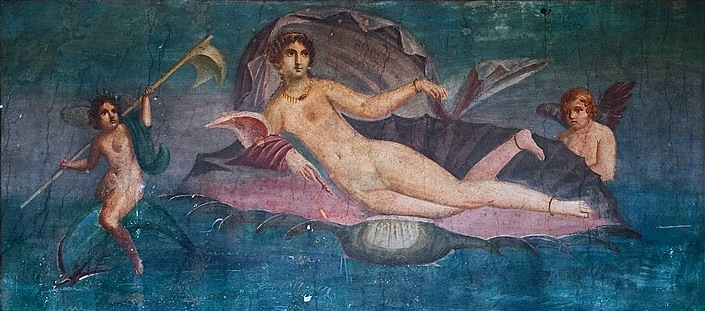
Venus Anadyomene, pictură murală din Pompeii modelată după originalul lui Apelles
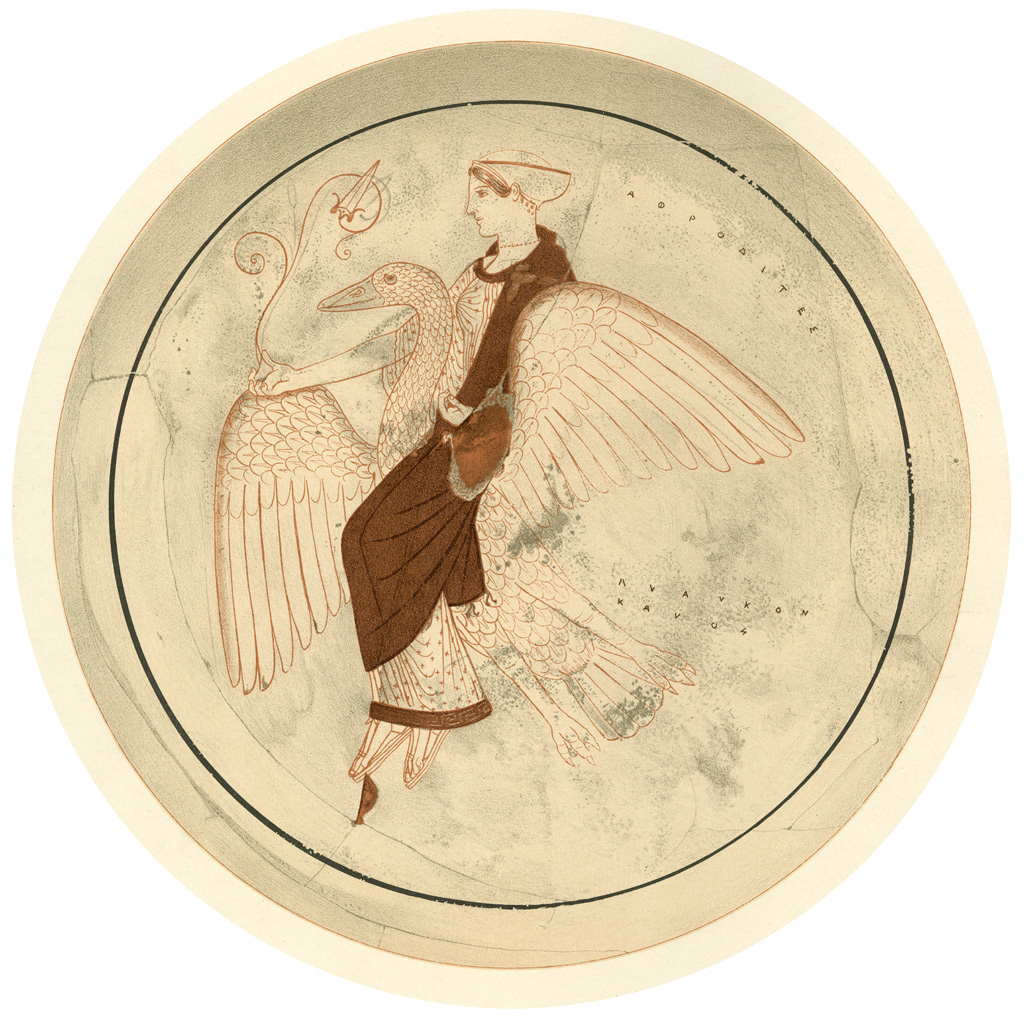
Tondo cu Afrodita pe lebădă, British Museum
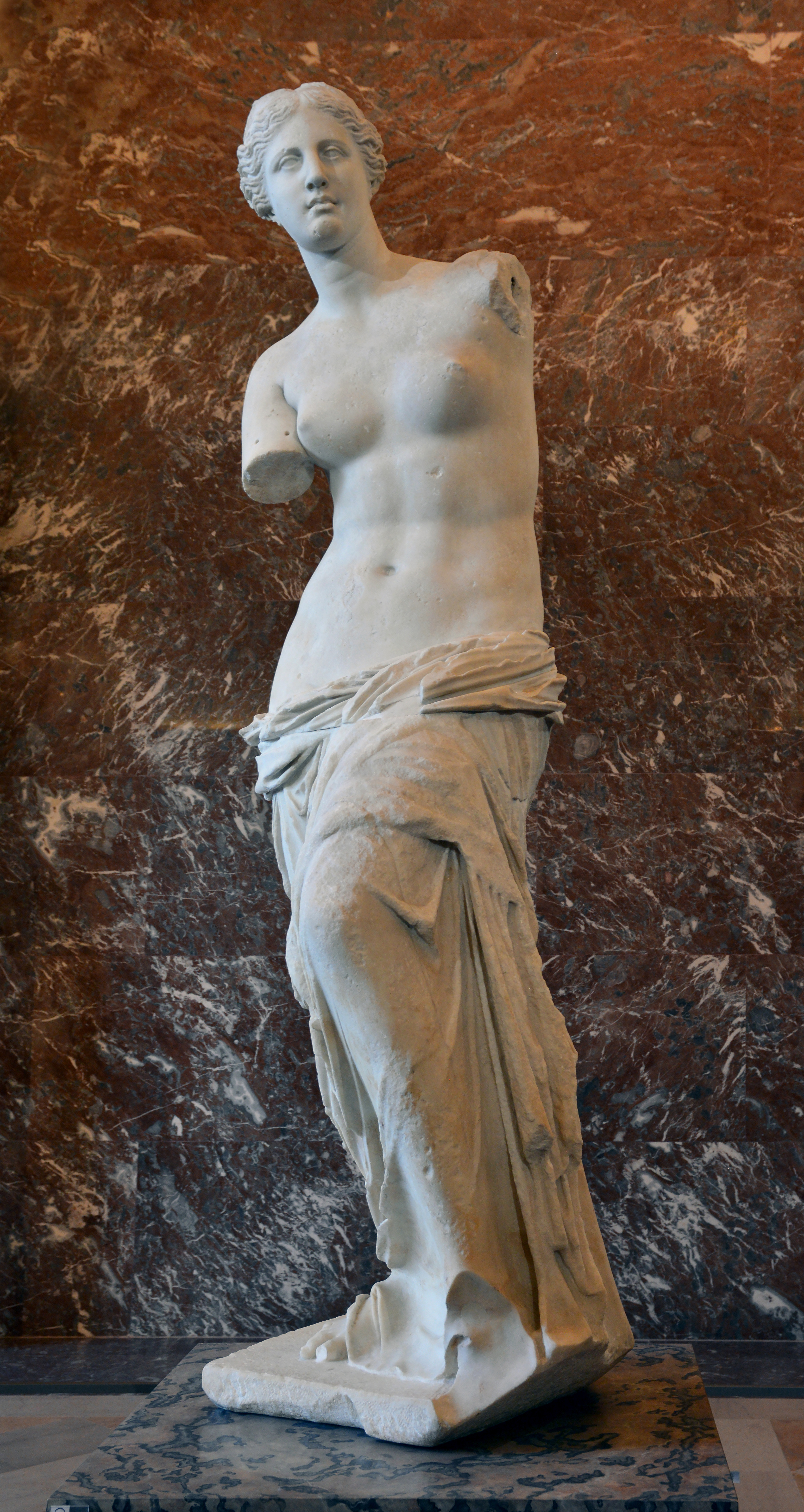
Venus din Milo (Muzeul Luvru, Paris)
Sandro Botticelli, Nașterea lui Venus